# Bairoletto, la aventura de un rebelde
 Bairoletto, la aventura de un rebelde es una película argentina biográfica de 1985 dirigida por Atilio Polverini sobre su propio guion y argumento, escrito en colaboración con Sebastián Larreta y Miguel Torrado. Es protagonizada por Luisina Brando, Arturo Bonín, Camila Perissé y Franklin Caicedo. Fue filmada en Eastmancolor y se estrenó el 3 de octubre de 1985.
Miguel Ángel Regueiro tuvo a su cargo la coreografía y el director de fotografía fue el futuro director de cine Aníbal Di Salvo.

## Sinopsis
Juan Bautista Bairoletto fue un bandido de comienzos del siglo XX con fama de ser el "Robin Hood de las Pampas".

## Reparto
Participaron en el filme los siguientes intérpretes:
| Actor                 | Personaje                |
| --------------------- | ------------------------ |
| Luisina Brando        | Dora                     |
| Arturo Bonín          | Juan Bautista Bairoletto |
| Camila Perissé        | Thelma                   |
| Franklin Caicedo      | Borracho Sosa            |
| Rudy Chernicoff       | El Científico            |
| María Vaner           | La Vieja Juana           |
| Augusto Larreta       |                          |
| Ernesto Michel        |                          |
| Jorge Velurtas        |                          |
| Raúl Florido          | Comisario Santamarina    |
| Oscar Arrese          |                          |
| Sebastián Larreta     |                          |
| Miguel Ángel Porro    |                          |
| Cristina Fernández    |                          |
| Esther Goris          |                          |
| José Andrada          |                          |
| Ricardo Alanis        | Vallejos                 |
| Alberto Lago          |                          |
| Inés Belgrano         |                          |
| Cristina Escalante    |                          |
| Ricardo Ibarlín       |                          |
| Ricardo Jordán        |                          |
| Carlos Roffe          |                          |
| Claudio Martínez      |                          |
| Miguel Tarditti       |                          |
| Carlos Di Rocco       |                          |
| Alberto Arturi        |                          |
| Andy Weil             |                          |
| Thomas Weil           |                          |
| Héctor Figueras       |                          |
| Miguel Ángel Martínez |                          |
| Alejandro Ramos       |                          |
| Ana María Ambasz      |                          |
| Adolfo Bairoletto     |                          |
| Jorge Abel Martín     |                          |
| Graciela Peralta      |                          |

## Comentarios
Claudio España en La Nación opinó:

«El ritmo está alargado por situaciones…que nada hacen al personaje.»

Clarín dijo:

«Evocación de una figura controvertida…es un frustrado intento del cine argentino…visión esquemática del bandido santafesino convertido en leyenda popular.»

Manrupe y Portela escriben:

«Interesante aunque imperfecta aproximación a un héroe romántico de la historia argentina menor.»